# Собор Фано
Собор Вознесения Девы Марии — римско-католический храм в итальянском городе Фано (провинция Пезаро-э-Урбино), кафедра епископа Фано-Фоссомброне-Кальи-Пергола, с 1953 года — малая базилика.
О том, что собор построен на месте более древнего храма, известно из надписи на мемориальном камне, вмурованном в стену под органом. В 1124 году эта романская церковь была уничтожена пожаром. Современный собор построен при епископе Райнальдо (1136—1159) зодчим по имени Райнерио и освящён около 1140 года. Трёхнефная базилика с криптой под пресвитерием заканчивалась тройной абсидой. В XIV веке церковь обогатилась восемью боковыми капеллами, а в XVI веке в капеллы были преобразованы и две боковые абсиды. Колокольня собора возводилась трижды — первая колокольня обрушилась в землетрясении 1672 года, вторая стала жертвой бомбардировок Второй мировой войны.
Западный фасад собора, отреставрированный в 1920 году с удалением поздних наслоений, своим трёхчастным членением соответствует базиликальной структуре храма. Боковые секции украшены ложными лоджиями под полукруглыми арками; центральный же пролёт, увенчанный треугольным фронтоном, прорезан круглым окном в ширину портала.
В интерьере собора интересна часовня семьи Нольфи, пышно оформленная в начале XVII века в стиле барокко. Её украшает ряд полотен Доменикино, посвящённых житию Пресвятой Девы, в частности «Обрезание Господне» и «Встреча Марии и Елизаветы». Особую ценность представляет кафедра, сооружённая в первой половине XX века из подлинных романских плит с рельефами на евангельские темы.
В баптистерии собора Вознесения Девы Марии в Фано, находящемся в одной из боковых капелл, 4 марта 1536 года был крещён Ипполито Альдобрандини, будущий папа римский Климент VIII.